# Love You
Love You, född 18 mars 1999 i Frankrike, är en fransk varmblodig travhäst och avelshingst. Han tränades och kördes av Jean-Pierre Dubois.
Han tävlade åren 2001–2005 och sprang in 1,4 miljoner euro (motsvarande 12,9 miljoner kronor) på 59 starter varav 22 segrar, 9 andraplatser och 4 tredjeplatser. Han tog karriärens största seger i Critérium Continental (2003). Bland hans andra stora segrar räknas Prix Kalmia (2002), Prix Victor Régis (2002), Prix Piérre Plazen (2002), Prix Jacques de Vaulogé (2002), Prix de Milan (2003), Prix Guy Le Gonidec (2003), Prix de Croix (2004), Prix Robert Auvray (2004), Prix Ovide Moulinet (2004), Prix Henri Levesque (2004), Prix Louis Jariel (2004), Prix Marcel Laurent (2004), Prix Jockey (2004), Prix des Ducs de Normandie (2004, 2005) och Critérium de vitesse de Basse-Normandie (2005).
Han kom även på andraplats i stora lopp som Prix René Ballière (2005) och Grand Prix de Wallonie (2005) samt på tredjeplats i Prix de Sélection (2003), Prix de l'Atlantique (2004) och Grand Prix l'UET (2004).
Han deltog i 2005 års upplaga av Elitloppet på Solvalla den 29 maj 2005. Han kom på femteplats i sitt försökslopp, och kvalificerade sig därmed inte bland de fyra som gick vidare till final.

## Avelshingst
Efter tävlingskarriären har Love You varit framgångsrik som avelshingst. Han räknas som en av 2000- och 2010-talets främsta avelshingstar och har tilldelats avelsbedömningen "Elithingst" för sin utomordentliga förärvning.
Hans vinstrikaste avkomma är stoet Belina Josselyn (2011), som segrade i 2019 års upplaga av Prix d'Amérique. Han har även lämnat efter sig Prix d'Amérique-vinnaren Royal Dream (2005) och Elitloppsvinnaren Nahar (2005). Bland andra framgångsrika avkommor kan nämnas Quaker Jet (2004), Qualita Bourbon (2004), Nu Pagadi (2005), Sanity (2006), Ed You (2007), Village Mystic (2009), Donna di Quattro (2010), Sir Ratzeputz (2010), Jontte Boy (2011), Jairo (2011), Uza Josselyn (2011), Unicka (2013), International Moni (2014), Vikens High Yield (2014), Wild Love (2014), Jaguar Dream (2015) och Axl Rose (2016). Han är även morfar till helsyskonen Bold Eagle (2011) och Cash and Go (2012) genom stoet Reethi Rah Jet (2005).